# Pawło Szandruk
Pawło Feofanowycz Szandruk (ukr. Павло Феофанович Шандрук, ur. 16 lutego?/28 lutego 1889 we wsi Borsuki w powiecie krzemienieckim guberni wołyńskiej Imperium Rosyjskiego, zm. 15 lutego 1979 w Trenton w USA) – generał-chorąży Armii URL (1920), pułkownik dyplomowany Wojska Polskiego (1938). Od 17 marca 1945 przewodniczący Ukraińskiego Komitetu Narodowego i głównodowodzący Ukraińskiej Armii Narodowej w stopniu generała-porucznika armii ukraińskiej. Kawaler Orderu Virtuti Militari (1961) za dowodzenie w wojnie obronnej w 1939 r.

## Życiorys
Ukończył gimnazjum w Ostrogu, następnie Niżeński Instytut Filologiczny, Instytut im. Księcia Bezborodki (1911) i Aleksiejewską Szkołę Wojskową w Moskwie (1913).
Uczestniczył w I wojnie światowej, w 1917 r. w randze sztabskapitana. Odznaczony Orderem św. Włodzimierza z mieczami, w czasie walk był ofiarą ataku gazowego. W marcu 1917 r. dowodził pułkiem piechoty, który w trakcie rewolucji lutowej przekształcił w jednostkę ukraińską. Walczył z bolszewikami jako dowódca pociągu pancernego, oddziału samochodów pancernych, wreszcie 9 pp w składzie 3 Dywizji Żelaznej Armii URL. W armii Ukraińskiej Republiki Ludowej osiągnął stopień generała-chorążego. Po układzie Piłsudski-Petlura z kwietnia 1920 r. brygada pod jego dowództwem razem z wojskami polskimi atakowała Kijów, a następnie obok 18 DP i 12 DP walczyła w składzie Frontu Południowego Wojska Polskiego, broniąc Galicji, walcząc pod Sidorowem i Niżniowem. Działania w wojnie polsko-bolszewickiej brygada Szandruka zakończyła w październiku 1920 na Podolu zdobyciem Mohylowa i Szarogrodu. W wyniku zawarcia w październiku 1920 r. rozejmu w wojnie polsko-bolszewickiej (podpisanie Umowy o preliminaryjnym pokoju i rozejmie 12 października) i klęsce armii URL w toczonych po 18 października 1920 walkach z Armią Czerwoną został w listopadzie 1920 internowany razem z żołnierzami ukraińskiej 3 Dywizji Żelaznej. Wspólnie z gen. Wiktorem Kuszczem był wydawcą wojskowego pisma naukowego „Tabor”. Po przewrocie majowym 1926 żołnierze ukraińscy otrzymali paszporty i status uchodźców politycznych.
Był członkiem nadzwyczajnym Wojskowego Klubu Samochodowego i Motocyklowego. Współpracował z Wojskowym Biurem Historycznym, Wojskowym Instytutem Naukowo-Wydawniczym, Instytutem Badania Najnowszej Historii Polski, publikował w Bellonie i Przeglądzie Wojskowym. W 1933 opublikował pracę Wojna ukraińsko-rosyjska 1920 roku w dokumentach.
Był autorem 80 haseł w Encyklopedii Wojskowej (1934–1939). W 1928 zastąpił gen. Wiktora Kuszcza na stanowisku szefa tajnego sztabu Armii URL przy Sztabie Głównym Wojska Polskiego, który miał zorganizować armię ukraińską u boku Wojska Polskiego w przypadku agresji ZSRR na Polskę i pozostawał nim do 1939 r. Został wówczas sporządzony, w porozumieniu z polskim Sztabem Głównym, plan mobilizacyjny wojska ukraińskiego, w oparciu o emigrantów i Ukraińców zamieszkałych w Rzeczypospolitej. Ze strony polskiej współpracę nadzorowali generałowie: Wacław Stachiewicz, Julian Stachiewicz, Tadeusz Kutrzeba.
Po ukończeniu nauki w Instytucie Radiotelegraficznym, chcąc kontynuować naukę w Wyższej Szkoły Wojennej, zdecydował się zostać oficerem kontraktowym Wojska Polskiego poddając się weryfikacji w stopniu majora ze względu na ograniczenia szarży słuchaczy Szkoły mimo posiadania stopnia generała-chorążego Armii URL. Szkołę ukończył w 1938 w randze podpułkownika dyplomowanego.
We wrześniu 1939 był szefem sztabu 29 Brygady Piechoty, na odcinku Frontu Północnego gen. Stefana Dąb-Biernackiego. 23 września zastąpił na stanowisku dowódcy tzw. grupy płk. Bratro, jej chorego dowódcę. W bitwie pod Tomaszowem Lubelskim uratował brygadę przed zagładą, gdy dostała się w pułapkę.
Ostatecznie trafił do niewoli niemieckiej, przewieziony jako ciężko ranny do prowizorycznego obozu jeńców wojennych, potem do szpitala w Kielcach. Zakwalifikowany przez polskich lekarzy jako przypadek beznadziejny został zwolniony i 18 listopada oddany pod opiekę brata, po czym wywieziony do Łodzi na rekonwalescencję.
W styczniu 1940 wrócił do żony w Skierniewicach. Zadenuncjowany został aresztowany przez Gestapo i po przesłuchaniach w siedzibie Sicherheitspolizei w Alei Szucha przez siedem miesięcy więziony w izolacji w więzieniu mokotowskim. Został zwolniony w związku z niemieckimi przygotowaniami do ataku na ZSRR.
Od maja 1941 do listopada 1944 był kierownikiem miejskiego kina w Skierniewicach (przed wojną był tam szefem sztabu 18 pp), gdzie zatrudniał Polaków poszukiwanych przez Niemców, dając im w ten sposób schronienie.
Wiosną 1941 znalazł się wśród ukraińskich oficerów, których Niemcy chcieli wykorzystać do tworzenia formacji wojskowych na wschodzie. Przebywał w Rumunii jako cywilny doradca Ukraińskiego Komitetu Centralnego, w związku z przygotowaniami Niemców do ataku na ZSRR. Wkrótce po rozpoczęciu wojny niemiecko-sowieckiej zażądał dymisji, która została mu udzielona. Powrócił do Skierniewic. Wiosną 1943 odmówił objęcia funkcji szefa sztabu 14 Dywizji Grenadierów SS, utworzonej przez III Rzeszę z ukraińskich ochotników z Galicji.
W grudniu 1944, półtora miesiąca przed zajęciem Skierniewic przez Armię Czerwoną, został wezwany przez prezydenta URL na emigracji Andrija Liwyckiego do Berlina, gdzie po spotkaniu z gen. Ernstem Köstringiem zgodził się przyjąć funkcję przewodniczącego utworzonego 15 marca 1945 roku Ukraińskiego Komitetu Narodowego i dowódcy Ukraińskiej Armii Narodowej (UAN).
Po objęciu dowództwa UAN został awansowany przez prezydenta Liwyckiego do stopnia generała-porucznika armii URL. Przez czternaście dni (24 kwietnia–8 maja) jako głównodowodzący UAN przejął osobiste dowodzenie nad 14 Dywizją Grenadierów SS, wydobywając ją spod komendy niemieckiej (formalnym dowódcą pozostawał do 27 kwietnia dotychczasowy dowódca SS-Brigadeführer Fritz Freitag). Żołnierze dywizji na rozkaz Szandruka złożyli przysięgę wierności Ukrainie i nałożyli ukraińskie odznaki (tryzuby). Szandruk wycofał jednostkę na zachód, kapitulując 8 maja przed aliantami zachodnimi.
Po kapitulacji zażądał spotkania w cztery oczy z gen. Władysławem Andersem, które mu umożliwiono. Po osobistej interwencji Andersa u władz brytyjskich oraz starań Stolicy Apostolskiej, żołnierzy Ukraińskiej Armii Narodowej nie wydano przymusowo ZSRR (choć przymusową deportację wszystkich obywateli ZSRR przewidywały porozumienia jałtańskie), uznając ich za obywateli polskich i umożliwiono im legalną imigrację do Wielkiej Brytanii i krajów Imperium Brytyjskiego.
Po wojnie Pawło Szandruk przebywał w Niemczech, Francji, następnie osiadł w Kanadzie.
Zarządzeniem Prezydenta RP Augusta Zaleskiego z dnia 17 marca 1961 roku (L.dz. 550/pfn/pers/61) ppłk dypl. kontr. Paweł Szandruk „za wybitne czyny bojowe osobistego męstwa wykazane na polu walki” odznaczony został Srebrnym Krzyżem Orderu Virtuti Militari – co ogłoszono w Dzienniku Personalnym Generalnego Inspektora Sił Zbrojnych Nr 6 z dnia 19 marca 1961 roku. Decyzję tę gwałtownie zaatakowała prasa w ZSRR i PRL, a także niektóre gazety na Zachodzie. Kampania przeciw Szandrukowi nie spotkała się z reakcją ze strony oficjalnych polskich czynników emigracyjnych. W obronę wziął go Jerzy Giedroyc. W liście do Jerzego Stempowskiego pisał:
„Szandruk jest w nędzy i bardzo stary. Myślę, że wzięcie go w obronę przez Polaków jest nie tylko obowiązkiem, ale to może mieć duży rezonans wśród Ukraińców i naprawi tę londyńską głupotę.”
Na łamach „Kultury” Giedroyć opublikował obszerne fragmenty wspomnień Szandruka i zamieścił własny komentarz, co czynił niezmiernie rzadko. Pisał:
„Stosunki polsko-ukraińskie od przeszło pięćdziesięciolecia obfitują w ponure karty, często krwawe. Specjalnie, jeśli idzie o okres ostatniej wojny. Są to rzeczy mało znane, kontrowersyjne i zabarwione emocją (…). Niemniej, jeśli się naprawdę poważnie myśli o normalizacji stosunków polsko-ukraińskich, która dziś bardziej niż kiedykolwiek jest koniecznością historyczną obu narodów, jest już najwyższy czas, aby te sprawy zbadać z całą bezstronnością. Trzeba skończyć nareszcie z tą atmosferą, która zatruwa Europę Wschodnią”.